# غرب (حي)
حي غرب، هو إحدى التقسيمات الداخلية لمدينة بورسعيد في محافظة بورسعيد، جمهورية مصر العربية.